# Bachot Muna
Bachot Muna est un pianiste et auteur-compositeur-interprète camerounais.

## Biographie

### Enfance, éducation et débuts
Bachot Muna est né et a grandi en pays Sawa au Cameroun.

### Carrière
Bachot est un pianiste et artiste avec une large gamme vocale et d'une grande polyvalence,. Il combine voix et piano dans un mélange de groove, lors de mariages, anniversaires, événements et fêtes.
Avec Loh Yonme, il remporte les awards du meilleur chanteur et du meilleur clip de l'année 1998 au Cameroun,.